# Meilenstein (Rehsen)

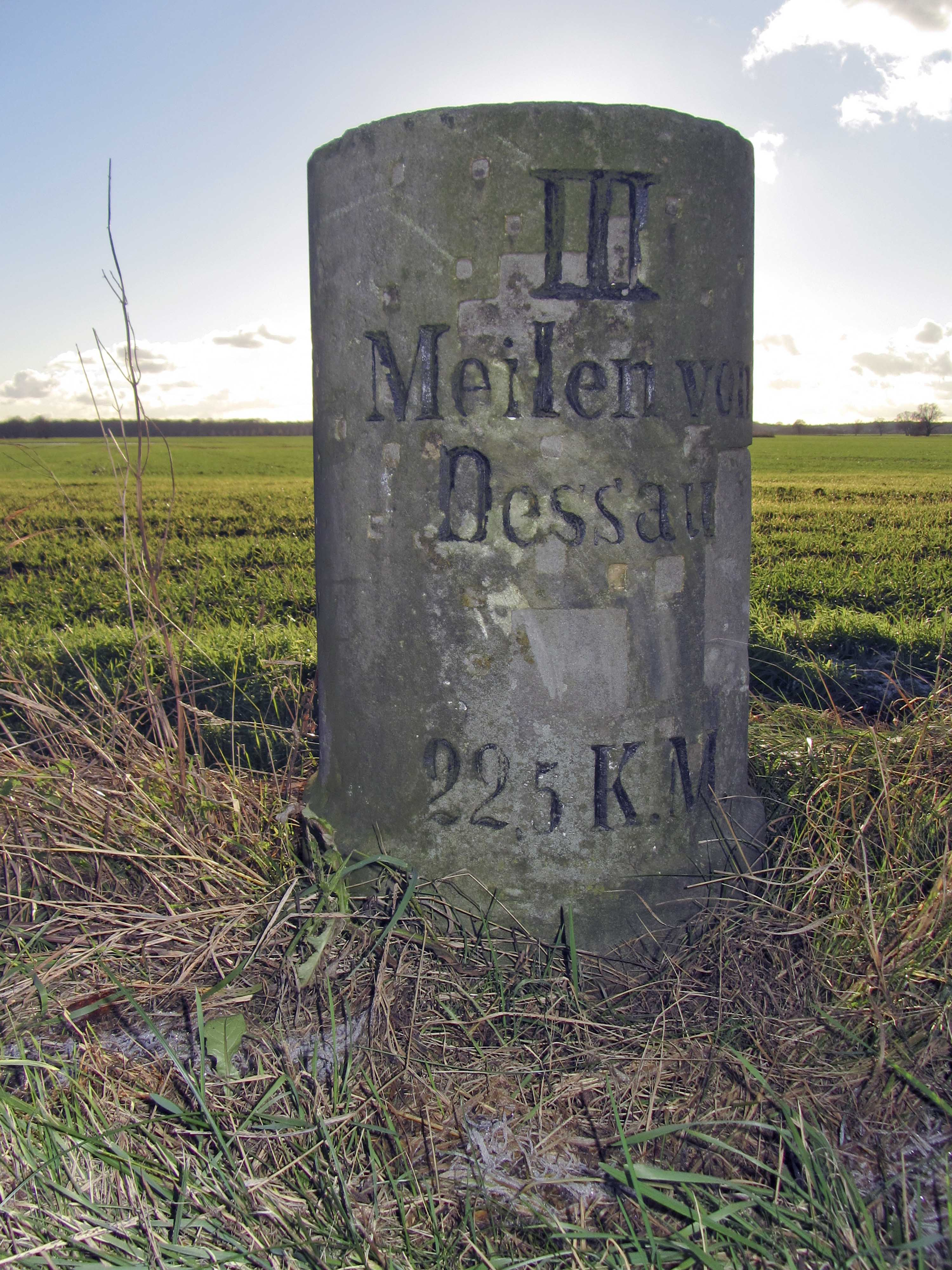
Anhaltischer Meilenstein bei Rehsen

Der Meilenstein bei Rehsen ist ein Kleindenkmal in der Stadt Oranienbaum-Wörlitz im Landkreis Wittenberg in Sachsen-Anhalt.
Er steht unter Denkmalschutz und ist im Denkmalverzeichnis mit der Erfassungsnummer 094 40708 als Baudenkmal eingetragen.

## Lage
Zwischen Rehsen und Seegrehna befindet sich der Meilenstein an der Landesstraße 131 gegenüber einer Feldweg-Abzweigung etwa auf halber Strecke zwischen dem Ort Rehsen und der Abzweigung der Landesstraße 129 gen Selbitz. Historisch verband diese Strecke Dessau mit der anhaltischen Grenze bei Rehsen. Auch der vorherige Stein in der Reihung (II Meilen von Dessau) hat sich erhalten.

## Form und Inschriften
Es handelt sich um einen typischen anhaltischen Rundsockelstein, der an der Südseite der Straße steht und zwei Inschriften trägt. Die ältere Inschrift lautet III Meilen von Dessau. Die anhaltischen Meilensteine wurden kurz nach 1850 entlang der wichtigsten Straßen aufgestellt, wobei hier ähnlich wie in Kursachsen keine Unterscheidung zwischen Chausseen und fiskalischen Straßen gemacht wurde. Dennoch orientierte sich die anhaltische nach der preußischen Meile, entsprach also zunächst 7,532 Kilometern.
Mit der Neuvermessung des Landes im Jahr 1871 wurden die Steine neu gesetzt und auf Abstände gestellt, bei denen eine Meile 7,500 Kilometern entsprach. Dies erklärt auch die zweite Inschrift, die 22,5 K.M. lautet. Der Meilenstein wurde demnach als Kilometerstein wiederverwendet und an seinem Standort belassen. Vermutlich um Verwirrung zu vermeiden, brachte man diese Inschrift auf derselben Seite an wie die Meilenangabe. Somit ist der knapp 90 Zentimeter hohe Meilenstein – ähnlich wie etwa der bei Porst oder der in Kleinpaschleben – ein Relikt von gleich mehreren Systemen von Distanzsteinen.